# مديرية حالمين

تعديل مصدري - تعديل

مديرية حالمين إحدى مديريات محافظة لحج في اليمن. بلغ عدد سكانها 27871 نسمة عام 2004.

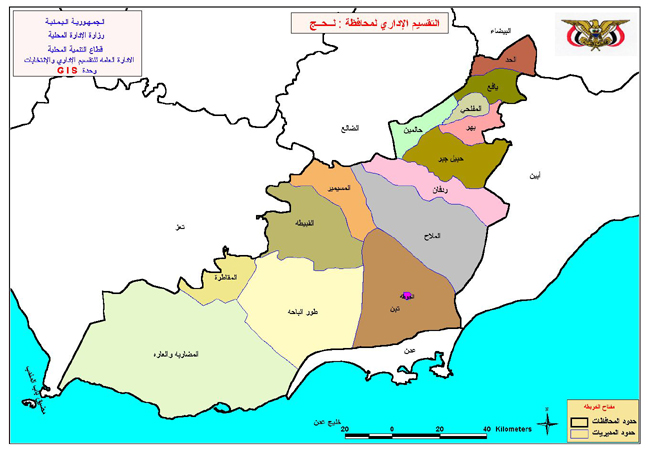
موقع مديرية حالمين في محافظة لحج